# Gura Humorului
Gura Humorului (rumænsk udtale: [ˌɡura huˈmoruluj]; Hebraisk sprog og Yiddish: גורה חומורוולוי - Gure Humuruluei eller גורא הומאָרא - Gura Humora; tysk og polsk: Gura Humora) er en by i distriktet Suceava i det nordøstlige Rumænien. Den ligger i den historiske region Bukovina.
Gura Humorului er den syvende største bymæssig bebyggelse i distriktet med et indbyggertal på 13.278 (2021). Den blev erklæret en by i 1904 og blev et feriested i 2005. Byen administrerer den tidligere landsby Voroneț (som blev et kvarter), hvor Voroneț-klosteret ligger.

## Geografi
Gura Humorului ligger i den nordøstlige del af Rumænien, i den sydlige del af Bukovina. Byen ligger ved den østlige grænse af Obcinele Bucovinei-bjergene, i Humorului-sænkningen, ved sammenløbet af floderne Moldova- og Humor-floden. Byens gennemsnitlige højde er 470 moh. Den europavej E58 og Suceava-Vatra Dornei-jernbanen passerer gennem byen. Suceava, distriktshovedstaden, ligger 34 km væk. Byen Frasin ligger i nærheden af Gura Humorului, kun 7 km væk.

## Historie
Mellem 1774 og 1918 tilhørte Gura Humorului Habsburgermonarkiet. Under Første Verdenskrig blev Bukovina en slagmark mellem Østrig mod Russiske og Rumænske tropper. Selv om russerne endelig blev fordrevet i 1917, afstod det besejrede Østrig Bukovina-provinsen til Rumænien ved Saint-Germain-traktaten (1919).